# Человек-амфибия (фильм)
«Челове́к-амфи́бия» — советский художественный фильм 1961 года, поставленный на студии «Ленфильм» режиссёрами Владимиром Чеботарёвым и Геннадием Казанским по одноимённому научно-фантастическому роману Александра Беляева, написанному в 1927 году.
Премьера фильма состоялась 28 декабря 1961, а 3 января 1962 фильм вышел в широкий прокат.
Лидер советского кинопроката 1962 года — 65 миллионов зрителей.

## Сюжет
Рыбаки и ловцы жемчуга Буэнос-Айреса напуганы: в море появился таинственный «морской дьявол». Однако хладнокровный делец — владелец артели ловцов жемчуга Педро Зурита решает поймать загадочное существо и приспособить его к делу. Он начинает патрулировать залив в надежде выследить «дьявола».
Двоякодышащий человек с лёгкими и с жабрами акулы — это юноша по имени Ихтиандр, результат смелых экспериментов доктора Сальватора с пересадкой органов. Ихтиандр слабо знаком с людьми и цивилизацией, он вырос в доме отца и в море, а его друзья — дельфины.
Как-то раз Ихтиандр увидел плывущую в море девушку и спас её от акулы. Эта мимолётная встреча изменяет жизнь юноши. Он впервые выходит в город и находит там очаровательную Гуттиэре, которая не знает, кто её настоящий спаситель. Между молодыми людьми возникают чувства. Однако отец девушки Бальтазар настаивает, чтобы она вышла замуж по расчёту за Зуриту (которого девушка и считает своим спасителем). Гуттиэре сопротивляется, но наконец сдаётся, полагая, что Ихтиандр, на её глазах бросившийся в море, утонул, и что её настоящий спаситель — Зурита.
После нескольких попыток Зурита наконец смог поймать «морского дьявола». Сальватор вытаскивает сына из лап Зуриты, но тот обвиняет доктора в нападении на его корабль. Доктора и Ихтиандра арестовывают и заключают в тюрьму. Однако друзья Сальватора — влюблённый в Гуттиэре журналист Ольсен и охранник тюрьмы Карлос, сына которого доктор спас от смерти, — помогают юноше бежать. Свободна теперь и Гуттиэре: её отец, болея душой за глубоко несчастную в браке с Зуритой дочь, в порыве ярости закалывает ножом дельца. Но влюблённым не суждено соединиться и обрести счастье, поскольку здоровье Ихтиандра, которого в тюрьме слишком долго держали в бочке с грязной водой, не давая возможности периодически жить на суше, резко ухудшилось, и теперь он уже никогда не сможет покинуть море…

## В ролях
- Владимир Коренев[3][4][5] — Ихтиандр (роль озвучил Юрий Родионов)
- Анастасия Вертинская — Гуттиэре
- Михаил Козаков — Педро Зурита, жених, позднее муж Гуттиэре
- Николай Симонов — доктор Сальватор, отец Ихтиандра
- Анатолий Смиранин — старик Бальтазар, отец Гуттиэре
- Владлен Давыдов — журналист Ольсен

### В эпизодах
- Альберт Антонян — Кристо, ловец жемчуга
- Нина Большакова — кафешантанная певичка
- Александр Захаров — полицейский
- Владимир Кудряшов — исполнитель танца
- Николай Кузьмин — матрос
- Михаил Медведев — боцман
- Юрий Медведев — торговец рыбой
- Анна Никритина — мать Зуриты
- Ирина Орлик — исполнительница танца
- Георгий Тусузов — эпизод
- А. Шагинян — Санчо, парень на танцах
- Станислав Чекан — Карлос, охранник тюрьмы (в титрах не указан)
- Сергей Боярский — начальник охраны тюрьмы (в титрах не указан)
- Анатолий Столбов — охранник тюрьмы (в титрах не указан)
- Тито Ромалио-младший — мальчик — разносчик газет (в титрах не указан)

## Съёмочная группа
- Авторы сценария — Акиба Гольбурт, Александр Ксенофонтов, Алексей Каплер (по мотивам одноимённого романа Александра Беляева)[6]
- Режиссёры-постановщики — Геннадий Казанский, Владимир Чеботарёв
- Режиссёры — Евгений Немченко, В. Терентьев
- Главный оператор — Эдуард Розовский, оператор подводных съёмок[7] — Фёдор Леонтович
- Операторы — Михаил Аврутин, Мирон Темиряев
- Художники-постановщики — Всеволод Улитко, Тамара Васильковская
- Композитор — Андрей Петров
- Текст песен — Юлия Друнина, Соломон Фогельсон
- Исполнительница «Песенки о морском дьяволе» — Нонна Суханова
- Исполнитель «Песни бродячего певца» — Артур Почиковский
- Хореограф — Кирилл Ласкари
- Директор картины — Иван Провоторов

## История создания
Вспоминает главный оператор фильма Эдуард Розовский:

Мы сидим на вершине утеса, нависшего над Гизельдонским ущельем в Северной Осетии, на высоте почти три тысячи метров. Над нами в синем, до боли в глазах, небе чёрными точками проплывают орлы. Дна ущелья не видно, оно закрыто белой пеленой облаков. И невольно кажется, что кроме нас: режиссёра Владимира Чеботарёва и меня, — на расстоянии многих сотен километров никого нет. Два человека, затерявшиеся среди бесчисленных горных вершин. Нам немного грустно. Так бывает всегда, когда заканчиваются съёмки картины и приходится расставаться с полюбившимися героями и местами. <…> А дальше? Где прозвучат вновь такие знакомые и каждый раз неизменно волнующие слова: «Внимание! Мотор! Начали…»? <…> Признаюсь, у нас есть заветная мечта: мы давно задумали перенести на экран события известного романа Александра Беляева «Человек-амфибия». <…> Так, может быть, в следующий раз знакомая команда прозвучит в «мире безмолвия»? Во всяком случае, мы хотим превратить морское дно в киносъёмочный павильон. Остаётся доказать реальность замысла…
К тому времени сценарий фильма «Человек-амфибия» 10 лет пролежал невостребованным на киностудии «Ленфильм» — читать его читали, и многие, но никто из режиссёров не хотел браться за постановку из-за технологической сложности самих съёмок. Кроме того, было известно, что в конце 40-х годов идею экранизации романа Александра Беляева вынашивали в Голливуде, однако отказались от постановки, ввиду невозможности её осуществления, поскольку опыта подобных масштабных игровых подводных съёмок в открытой воде в то время ещё не было. Не было этого опыта и в 1958 году. Однако Владимиру Чеботарёву, успевшему к этому времени поработать в научно-популярном кино и имевшему кое-какой опыт подводных съёмок, пришла в голову идея разделить съёмку на небольшие эпизоды (с задержкой дыхания на минуту—две), в перерыве между которыми актёры могли бы отдохнуть, дыша воздухом из аквалангов. Но одно дело догадка, а другое — её воплощение. Поэтому, прежде чем подать заявку на экранизацию, он и оператор Эдуард Розовский обратились за консультацией к подводникам, к чемпиону СССР по подводному плаванию Рэму Стукалову и другим специалистам. Вывод оказался обнадёживающим: снять фильм будет очень трудно, но возможно. Заявка была подана, однако сценарий утвердили с большим трудом, поскольку многие работники студии считали подобную затею полнейшей авантюрой. Точно так же думали и американцы, когда это известие дошло до них. В газете «Нью-Йорк таймс» появилась статья, в которой подняли на смех будущих создателей фильма, предрекая им «полный провал». В публикации отмечалось, что «сам Уолт Дисней отказался от экранизации романа Беляева из-за сложности подводных съёмок, а русские, которые работают на допотопной технике, решили бросить вызов судьбе».
Владимир Коренев учился на последнем курсе ГИТИСа, когда из Ленинграда в Москву приехал ассистент по актёрам подыскивать исполнителя на главную роль для «Человека-амфибии». Чеботареву нужен был на роль Ихтиандра артист, которого никто не знает (это ведь был фантастический мир, где живёт существо необычное, выросшее в море). На главную женскую роль выбрали 16-летнюю Настю Вертинскую (она уже была звездой после роли Ассоль в «Алых парусах»). Как позже говорил режиссёр, ему нужен был парень, у которого в глазах море, и девушка, у которой в глазах небо. На роль Педро Зуриты первоначально планировали Ефима Копеляна, но в итоге его сыграл Михаил Козаков.

### Съёмки
Изначально хотели снимать в Саргассовом море, богатом флорой и фауной. Но из-за недостатка финансов пришлось удовлетвориться Крымом и Чёрным морем, очень скудным в плане живности. И тогда главный оператор Эдуард Розовский придумал сделать большой аквариум в форме раструба, посадить туда редких рыб и закрепить перед подводной камерой.
По свидетельству второго оператора картины Мирона Темиряева, «съёмки велись с мая по декабрь 1961 года. А премьера была в 1962 году в Москве (3 января в кинотеатре „Россия“, в 19 часов)». Для съёмок была найдена бухта Ласпи (Крымский полуостров) с достаточно прозрачной водой. Была куплена старая рыболовецкая шхуна и организован вольер для дельфинов. Кроме того, часть съёмок проведена в крымском посёлке Кастрополь и под склоном скалы Ифигения. Сцены заграничного портового города, по книге — Буэнос-Айреса, снимали в Баку, в Ичери-шехер (позже в этом же районе Баку снимут для фильма Леонида Гайдая «Бриллиантовая рука» сцены, по сюжету происходящие в другом заграничном портовом городе — Стамбуле).
Консультантами первого отечественного полнометражного художественного фильма, снятого под водой в натурных условиях, были сотрудник Ленинградского института физической культуры имени П. Ф. Лесгафта аквалангист Владлен Кебкало и первый чемпион СССР по подводному спорту инженер Рэм Стукалов. Актёры Владимир Коренев и Анастасия Вертинская прошли обучение подводному плаванию в ленинградском институте физкультуры, и затем начались съёмки. Тем не менее съёмочная группа не раз подвергалась опасности из-за сложности работы под водой. В эпизоде, когда привязанный за пояс к  60-метровой цепи Ихтиандр прыгает в воду, матрос выпустил цепь из рук, и она потянула актёра на дно. К счастью, уже в воде цепь сумели перехватить, и Коренев был спасён.
Был ещё один опасный эпизод — сцена, когда Ихтиандра прячут от Сальватора под водой, привязав юношу к якорю и опустив в море. Снимали это на глубине 20 метров, в паузе Кореневу дали загубник акваланга, а тот не сработал. Находившийся рядом Рэм Стукалов, сбросив свой акваланг, отдал его актёру, а сам без остановок всплыл на поверхность. О том, что у Стукалова в итоге развилась кессонная болезнь, Кореневу сказали только после окончания съёмок. Впрочем, по воспоминаниям оператора Э. Розовского, который и снимал этот эпизод, всё было не совсем так. «Всё хотелось сделать в лучшем виде — без подвохов и обмана. Некоторые опасные и рискованные вещи проверяли на себе. Прежде чем привязать артиста к якорю и бросить на глубину 18—20 метров, мы вдвоём с Владленом Кебкало, не привязываясь, обхватили огромное веретено якоря, который по команде бросили в воду. На глубине около 5 метров нас оторвало от якоря и в полуоглушённом (от грохота цепи) состоянии выбросило наверх. Мы поняли, что Бог миловал. Поэтому к якорю привязали манекен, одетый „под Ихтиандра“, а когда он упал на дно и поднял клубы ила, сняли другой кадр — с привязанным Володей Кореневым. А вокруг были аквалангисты с запасными аквалангами, чтобы Ихтиандр мог дышать под водой. Вот так снимался этот эпизод. А легенды пусть остаются легендами».
Для Коренева было создано 2 костюма Ихтиандра. В одном он снимался в подводных сценах, другой надевал для надводных сцен на суше. Для костюма Ихтиандра требовалась ткань, которая была бы достаточно плотной и не растягивалась в воде. После долгих поисков остановились на той, из которой изготовляли плотные женские колготки. Для изготовления чешуек использовали старую белую киноплёнку. Всего было вырублено 10 000 штук, которых хватило на 4 костюма. Они были покрашены водостойкой перламутровой краской и вручную поодиночке нашиты на комбинезоны.
Анастасия Вертинская вначале не умела плавать, однако успешно прошла курс обучения подводному плаванию. И при подводных съёмках дублёрша лишь страховала её и первой проходила маршруты. В сцене нападения акулы на Гуттиэре актрисе, которая снималась без дублёрши, пришлось исполнить сложный трюк, когда героиня с поверхности воды медленно опускается на дно и там её подбирает Ихтиандр.

## Музыка
- «Песню бродячего певца» («Уходит рыбак в свой опасный путь») исполнил Артур Почиковский — солист ленинградского Малого оперного театра.
- «Песенку о морском дьяволе» («Эй, моряк, ты слишком долго плавал…») написал молодой ленинградский композитор Андрей Петров. Исполнила её джаз-певица Нонна Суханова. Саму певицу в кафешантане, где звучит эта песня, сыграла модная тогда манекенщица Нина Большакова.

## Критика
Критики обвиняли создателей в том, что это не искусство, а «третьесортный жанр», что недопустимо «портить высокий вкус советского зрителя жанром приключенческого фильма». Нападки поутихли лишь года через три, когда фильм посмотрело более 100 миллионов зрителей.
«Литературная газета» окрестила экранного Ихтиандра «Тарзаном с жабрами»: «Ихтиандр? Какой там Ихтиандр! Тарзан с жабрами!».
Критик А. Зоркий также писал: «Вместо живой стихии океана, повелителем и пленником которой был Ихтиандр, — этакая немыслимая красота моря, где плавают Ихтиандр и Гуттиэре, облачённые в эффектные костюмы, напоминающие серебряные обёртки от шоколадных конфет. Что ж, и игра актёров гармонирует вполне сему пёстрому зрелищу. Нельзя без иронии глядеть на М. Козакова (Педро Зурита), мрачно играющего нечто предельно отрицательное и в высшей степени не существующее на земле, на Вл. Давыдова (Ольсен), которому приходится воплощать загадочный образ гонимого журналиста. Нельзя без сожаления глядеть на А. Вертинскую, которая не сумела стать ни гриновской Ассолью („Алые паруса“), ни беляевской Гуттиэре».
Литературовед и критик Станислав Рассадин обвинял фильм в «красивости» до приторности. Рассадин начал статью такими словами:
«Об этом фильме можно было бы написать даже фельетон — слишком много в нём довольно элементарных накладок и самых незамысловатых банальностей. Но писать фельетон не хочется: фильм нравится зрителям. И даже будит чувства добрые».
«Подводные съёмки и вправду безупречны, — писал он, — и, наверное, это будет иметь большое значение для развития кинематографа, в особенности для приключенческих фильмов». «Но фальшь всего образного строя фильма, его легковеснейшая красивость настраивают на несерьёзное восприятие всего, что делается на экране, — даже того, за чем стоит следить, чем стоит восхищаться. Всё-таки даже самых замечательных технических новшеств мало для того, чтобы создать художественное произведение», — заключал критик.
Известный литературовед и критик Борис Галанов написал разгромный отзыв о фильме: «Успех вполне ремесленнического фильма „Человек-амфибия“, фильма, в котором нет ни настоящей красоты, ни хорошего вкуса, зато есть масса красивости и безвкусицы, вызывает не только огорчение и досаду. Успех этот заставляет призадуматься о судьбах жанра».

В течение 1962—1963 годов, пока фильм «Человек-амфибия» победно шёл по экранам страны, в центральных изданиях печатались статьи, основной тезис которых сводился к утверждению мнения, что содержание картины Казанского 
 — Чеботарёва уводит советских людей от действительности, предлагает ему соблазны западной жизни.

.
Критику фильма продолжали и в последующие годы. Специализировавшийся на научной фантастике критик Всеволод Ревич написал, что политические идеи фильма «сведены к удручающей прямолинейности, художественные — к мелодраматическому любовному треугольнику и безвкусным, тарзаньим прогулкам Ихтиандра по крышам».

Экранизация «Человека-амфибии» стала первым суперблокбастером послесталинской эры. Такого обвала киносеть ещё не видывала… Случись грамотному продюсеру увидеть тот океан золота, что принёс фильм об амфибии… Но Чеботарёв с Казанским жили в диком, уродливом, безжалостном мире свободы, равенства и братства, где прибыль ничто, а штучное мастерство не ко двору. У дуэта поэтов-фантастов отняли лёгкие, посмеялись над жабрами и выплеснули вместе с их рыбой-ребёнком в мировой океан. Критика выбранила их за легковесность и аттракционность в святой теме борьбы с капиталом…
— Горелов Д. Первый ряд-61: «Человек-амфибия», 2001.
Киновед Олег Ковалов обратил внимание на то, что самую знаменитую «разносную» статью о фильме написал не догматик, а яркий «шестидесятник» и автор самого этого термина Станислав Рассадин. Его претензии он счёл чисто эстетическими: «Это вполне понятно: глаз человека 1960-х, адаптированный к эстетике неореализма и разнообразных „новых волн“ с их культом натуральных и неприглаженных фактур, невероятно раздражала сама условная эстетика ловко и увлекательно сделанной, к тому же — внешне эффектной вещи. Это казалось не просто дурновкусием, а стратегически опасным отступлением от жизненной правды…»
Несмотря на то, что советское кинематографическое руководство отнеслось к фильму с большим скепсисом (это была вторая полнометражная картина в кино молодого режиссёра Чеботарёва), картину ждал прокатный успех и долгая зрительская память. Немало способствовала успеху фильма и новаторская для советских зрителей того времени электронная музыка молодого композитора Андрея Петрова.
Киновед и кинокритик Александр Фёдоров написал, что успеху фильма помогли «не только уникальные для своего времени подводные съёмки и обаятельный дуэт В. Коренева и А. Вертинской», но и то, что он стал символом эпохи «оттепели».

«Человек-амфибия» с его «человеческой концепцией» и созвучными времени размышлениями о стране свободных (внутренне свободных, о чём не могли напрямую сказать режиссёры), об ответственности за человеческую жизнь и его судьбу стал одним из символов только что начавшейся кратковременной эпохи «оттепели».
— Харитонов Е. В. «Человек-амфибия» и те, кто после…», 2003.

А. В. Фёдоров дал также следующую оценку фильма:

Экранизация романа А.Беляева «Человек-амфибия» (1961) стала одной из первых ласточек жанра «экологической фантастики» российского экрана. В весьма зрелищной форме здесь была заявлена тема ответственности учёного за свои открытия. В итоге Ихтиандр — юноша с пересаженными рыбьими жабрами — становился жертвой жестокого буржуазного общества, падкого на сенсации. В картине сложился замечательный любовный дуэт юных положительных персонажей в исполнении В. Коренева и А. Вертинской, оттенённый отрицательным обаянием «плохого парня» в исполнении М. Козакова.— Фёдоров А.В., 2017.
В книге «Великие советские фильмы» (2011) картина отмечена как «единственная среди беляевских экранизаций несомненная удача в художественном и постановочном отношении».
Режиссёр Квентин Тарантино признался, что очень любил смотреть «Человека-амфибию» в детстве.

## Признание и награды
- На конкурсе фильмов 1962 года, проведённом журналом «Советский экран», зрители назвали фильм среди пятёрки лучших; в десятку лучших актёров вошли: Вертинская (6-е место) и Коренев (8-е место), композитор Петров и оператор Розовский (1963).
- Приз «Серебряный парус» на фестивале фантастических фильмов в Триесте (Италия, 1962).
- II приз «Серебряный космический корабль» на I МКФ научно-фантастических фильмов в Триесте (1963)

Хорошо, что у меня есть только один фильм — светлый, добрый, но который все вспоминают. Некоторые сыграли во многих фильмах, но кто вспомнит эти роли...Владимир Коренев

## Выпуск на видео
С 1990 года фильм выпущен на видеокассетах кинообъединением «Крупный план». 

С 2000 года и 2011 года выпущены две отреставрированные версии: компании «RUSCICO» на DVD и на Blu-ray киновидеообъединением «Крупный план».

## Ремейки
В 2004 году режиссёр Александр Атанесян снял фильм «Человек-амфибия. Морской дьявол» (в главной роли Саид Дашук-Нигматулин).
В декабре 2016 года в рамках международного культурного форума в Санкт-Петербурге российская кинотелевизионная компания «Главкино», киностудия «Ленфильм» и русско-китайский фонд развития культуры и образования заключили соглашение о съёмках нового ремейка советского фильма. Ремейк должен был быть ориентирован в первую очередь на китайского зрителя, главные роли должны были исполнять китайские актёры с участием звёзд российского кино. Для китайского рынка роль Ихтиандра должна была исполнять девушка, а Гуттиэре — мужчина, действие должно было происходить в Китае. При подготовке съёмок планировалось использовать костюмы, реквизит, эскизы и раскадровки оригинального фильма, сохранённые студией «Ленфильм», а возможно, и музыку Андрея Петрова. Бюджет фильма был запланирован в объёме не менее 20 миллионов юаней, или 3 миллионов долларов. Начало съёмок ожидалось летом 2018 года, они должны были проходить в Китае, в Крыму и подмосковном комплексе «Главкино». Выход ремейка на экран предполагался через 3 года.